# Зелене (Мелітопольський район)

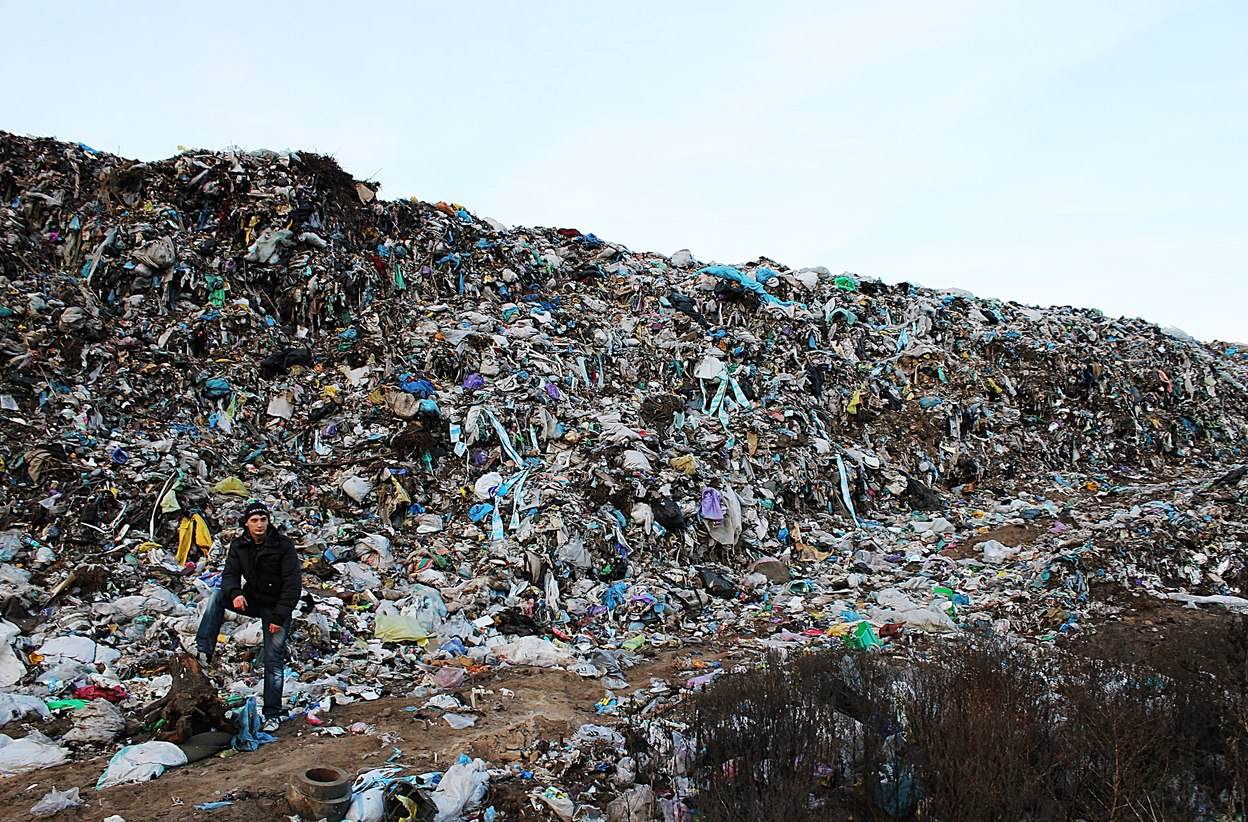

Зелене — селище в Україні, у Мелітопольському районі Запорізької області. Входить до складу Новенської селищної громади. Населення становить 195 осіб.

## Географія
Селище Зелене знаходиться за 2 км на південний схід від селища Нове і автомобільної дороги М18 (E105). За 2 км на північний захід від Зеленого протікає річка Тащенак, за 3 км на південний схід — річка Молочна, за 2 км на північний захід проходять зрошувальний канал Р-9 та Мелітопольська об'їзна дорога. За 2 км на північний захід від Зеленого розташоване село Данило-Іванівка. На північ від села знаходиться полігон твердих побутових відходів, на схід — фруктові сади.

## Населення

### Мова
Розподіл населення за рідною мовою за даними перепису 2001 року:
| Мова       | Кількість | Відсоток |
| ---------- | --------- | -------- |
| російська  | 114       | 58.46%   |
| українська | 81        | 41.54%   |
| Усього     | 225       | 100%     |

## Історія
До недавнього часу в селищі зберігався маєток Ольги Іоганнівни Нейфельд, пам'ятник менонітської архітектури, що включав житловий будинок, комору і майстерню, два корівника, стайню і комору та воловий сарай. В 2005 році всі будівлі маєтку були розібрані новим власником.
До 2019 року входило до складу Новенської сільської ради.

## Екологія
Поруч із Зеленим розташований полігон твердих побутових відходів. Між селищем і полігоном в 2008 році була створена зелена зона площею 1,56 га.

## Пам'ятки
- У Зеленому зберігся будинок, у якому в жовтні 1943 року, у ході Мелітопольської наступальної операції, знаходилися штаб і спостережний пункт 463-го стрілецького полку.[4]